# Nélson Morais
Pour les articles homonymes, voir Morais.
Nélson Morais, de son nom complet Nélson Dias Morais, né le 24 mars 1974 à Lisbonne, est un footballeur portugais ayant évolué au poste de défenseur.

## Biographie

### En club
Né à Lisbonne, Morais commence sa formation de jeune joueur au Ginásio Corroios à l'âge de 10 ans, avant de rejoindre le SL Benfica en 1988. En 1992, il signe au Gil Vicente FC, faisant ses débuts avec les Gilistas le 30 août 1992 lors d'une défaite à domicile contre le SC Braga. Durant les deux saisons passées à Barcelos, il est principalement utilisé comme remplaçant, n’apparaissant que dans 15 matchs de championnat.
Lors de la saison 1994-1995, il rejoint l’UD Leiria, mais ne dispute que 3 rencontres, dont une seule en tant que titulaire. Lors des saisons suivantes, Morais descend en Segunda Liga où il rejoint le FC Alverca, devenant titulaire indiscutable et accumulant près de 90 apparitions lors des trois saisons du club à ce niveau.
Agissant en équipe réserve du SL Benfica, il joue un match avec les Aigles, une défaite 0-2 à domicile contre le Vitória SC le 30 mai 1997.
En 1998, il est prêté au SC Campomaiorense, où il ne joue qu’un seul match, une lourde défaite 0-5 à domicile contre Benfica, le 29 novembre 1998. Il retourne à Alverca en janvier 1999, mais n’y retrouve pas le même rôle clé qu’auparavant, Valente puis Gaspar Azevedo lui étant préférés.
Morais quitte Alverca en 2001 et dispute les deux dernières saisons de sa carrière en Segunda Divisão, sous les couleurs du Seixal FC.
Au total durant sa carrière, il dispute 40 rencontres en première division portugaise.

### En sélection
Nélson Morais est sélectionné dans les équipes de jeunes du Portugal. Avec les moins de 20 ans, il participe notamment au Tournoi de Toulon en 1993 et 1994, ainsi qu'à la Coupe du monde des moins de 20 ans 1993.